# Saison NBA 2007-2008
Navigation
Saison 2006-2007 Saison 2008-2009
La saison NBA 2007-2008 est la 59e saison de la NBA (62e en comptant les trois saisons BAA). Du 30 octobre 2007 au 16 avril 2008, 1230 matches sont joués en saison régulière. Les playoffs commencent le 19 avril 2008, et se sont terminés le 17 juin 2008, avec le dernier match des finales NBA remporté par les Celtics de Boston aux dépens des Los Angeles Lakers.
Les Celtics remportent leur 17e titre de champions NBA, le précédent avait été acquis en 1986.

## Faits notables
- Le All-Star Game 2008 s'est déroulé le 17 février 2008 à la New Orleans Arena à La Nouvelle-Orléans. Les All-Star de l'Est ont battu les All-Star de l'Ouest 134-128. LeBron James (Cavaliers de Cleveland) a été élu Most Valuable Player.
- Les Hornets de la Nouvelle-Orleans recommencent à jouer tous leurs matches à domicile à La Nouvelle-Orléans, après avoir, durant deux saisons, joué alternativement à domicile à La Nouvelle-Orléans et à Oklahoma City.
- Le premier choix de la draft Greg Oden (Trail Blazers de Portland) est absent pour toute la saison à cause d'une blessure au genou.
- Après 12 saisons à Minnesota, Kevin Garnett quitte les Timberwolves pour les Celtics de Boston pour ce qui est le plus gros transfert de l'histoire de la NBA pour un seul joueur.
- Le Magic d'Orlando approuve dans la dernière semaine de juillet, la construction d'une nouvelle salle, qui devrait être opérationnelle pour la saison 2010-2011.
- Le 2 novembre 2007, les nouveaux propriétaires des SuperSonics de Seattle annoncent leur projet de déménager à Oklahoma City.
- Le 23 décembre 2007, Kobe Bryant est devenu le plus jeune joueur à inscrire 20 000 points en NBA, à l'âge de 29 ans et 122 jours, dépassant le précédent record détenu par Wilt Chamberlain à 29 ans et 134 jours.
- Le 24 décembre 2007, Scott Skiles est licencié par les Bulls de Chicago.
- Le 1er février, Pau Gasol, des Grizzlies de Memphis, est échangé contre Kwame Brown, Javaris Crittenton, Aaron McKie, Marc Gasol et deux choix de draft, aux Lakers de Los Angeles.
- Le 5 février, Shaquille O'Neal, du Heat de Miami, est échangé contre Shawn Marion et Marcus Banks des Suns de Phoenix.
- Le 16 février, Mike Bibby des Kings de Sacramento a été transféré aux Hawks d'Atlanta en échange de Anthony Johnson, Tyronn Lue, Shelden Williams, Lorenzen Wright et un second tour de draft 2008.
- Le 19 février 2008, les Mavericks de Dallas et les Nets du New Jersey réalisent un transfert incluant huit joueurs envoyant Jason Kidd, Malik Allen et Antoine Wright à Dallas en échange de Devin Harris, DeSagana Diop, Maurice Ager, Trenton Hassell et le retraité Keith Van Horn, ainsi que deux premiers tours de draft et trois millions de dollars.
- Kurt Thomas des SuperSonics de Seattle est transféré aux Spurs de San Antonio en échange de Brent Barry, Francisco Elson et un premier tour de draft 2009. Brent Barry fut immédiatement coupé par les Sonics.
- Un transfert impliquant trois équipes, Cleveland, Chicago et Seattle a vu les joueurs des Bulls Ben Wallace, Joe Smith, un second tour de draft 2009, les joueurs des Sonics Wally Szczerbiak et Delonte West aller à Cleveland; les joueurs de Cleveland Drew Gooden, Cedric Simmons, Larry Hughes, Shannon Brown à Chicago et les joueurs de Cleveland Ira Newble, Donyell Marshall et l'ailier de Chicago Adrian Griffin vont à Seattle.
- Bonzi Wells et Mike James vont des Rockets de Houston aux Hornets de la Nouvelle-Orleans contre le meneur de jeu Bobby Jackson.
- Le 28 février 2008, LeBron James est devenu le plus jeune joueur à inscrire 10 000 points en NBA, à l'âge de 23 ans et 59 jours, dépassant le précédent record détenu par Kobe Bryant à 24 ans et 193 jours.
- Les Rockets de Houston ont réalisé ce qui est alors la deuxième meilleure série de victoires consécutives de la NBA en remportant 22 victoires à la suite du 29 janvier au 18 mars 2008[1],[2].
- Les Celtics de Boston cumulent 66 victoires au 17 avril, soit 42 victoires de plus que lors de la saison 2006-07, ils ont battu le record de progression d'une saison à l'autre qui était détenu par les Spurs de San Antonio (+36 de la saison 1996-1997 à la saison 1997-1998)[3].
- Le 28 avril 2008, Pat Riley annonce qu'il quitte son poste d'entraîneur du Heat de Miami à la suite d'un bilan de 15 victoires - 67 défaites en saison régulière. Il sera remplacé par l'ancien entraîneur adjoint du Heat, Erik Spoelstra. Riley demeure néanmoins président de la franchise.
- Le 5 mars, LeBron James inscrit 50 points et délivre 10 passes décisives contre les Knicks de New York, il rejoint Oscar Robertson (56 points - 12 passes en 1963-1964), Michael Jordan (57-10 en 1992-93) et Stephon Marbury (50-12 en 2000-2001) dans le cercle très fermé des joueurs ayant marqué plus de 50 points et 10 passes décisives dans le même match.
- Saison de tous les record pour Marcus Camby qui glane son quatrième titre de meilleur contreur NBA qui est son troisième consécutif, il égale deux records NBA et rejoint Kareem Abdul-Jabbar et Mark Eaton pour le nombre de titre, et Dikembe Mutombo pour le nombre de titres consécutifs.
- L'Argentin Manu Ginobili est élu meilleur sixième homme de la saison NBA 2007-2008 avec 19,5 points, 4,8 rebonds, 4,5 passes et 1,47 interception avec 615 points sur 620 possible devançant Leandro Barbosa des Suns de Phoenix.
- Kobe Bryant est nommé NBA Most Valuable Player de la saison 2007-2008[4]. Il devance Chris Paul, Kevin Garnett et LeBron James.
- Paul Pierce est nommé MVP des Finales NBA (National Basketball Association Finals Most Valuable Player Award).

## Classements de la saison régulière
| Champion de division | Qualifié pour les playoffs | Non qualifié pour les playoffs |

Les champions de division sont automatiquement qualifiés pour les playoffs.

### Par division
| Division Atlantique   | V  | D  | PCT  | GB |
| --------------------- | -- | -- | ---- | -- |
| Celtics de Boston     | 66 | 16 | .805 | -  |
| Raptors de Toronto    | 41 | 41 | .500 | 25 |
| 76ers de Philadelphie | 40 | 42 | .488 | 26 |
| Nets du New Jersey    | 33 | 49 | .415 | 32 |
| Knicks de New York    | 23 | 59 | .280 | 43 |

| Division Centrale      | V  | D  | PCT  | GB |
| ---------------------- | -- | -- | ---- | -- |
| Pistons de Détroit     | 59 | 23 | .720 | -  |
| Cavaliers de Cleveland | 45 | 37 | .549 | 14 |
| Pacers de l'Indiana    | 36 | 46 | .439 | 23 |
| Bulls de Chicago       | 33 | 49 | .402 | 26 |
| Bucks de Milwaukee     | 26 | 56 | .317 | 33 |

| Division Sud-Est      | V  | D  | PCT  | GB |
| --------------------- | -- | -- | ---- | -- |
| Magic d'Orlando       | 52 | 30 | .634 | -  |
| Wizards de Washington | 43 | 39 | .524 | 9  |
| Hawks d'Atlanta       | 37 | 45 | .451 | 15 |
| Bobcats de Charlotte  | 32 | 50 | .390 | 20 |
| Heat de Miami         | 15 | 67 | .183 | 37 |

| Division Nord-Ouest       | V  | D  | PCT  | GB |
| ------------------------- | -- | -- | ---- | -- |
| Jazz de l'Utah            | 54 | 28 | .659 | -  |
| Nuggets de Denver         | 50 | 32 | .610 | 4  |
| Trail Blazers de Portland | 41 | 41 | .500 | 13 |
| Timberwolves du Minnesota | 22 | 60 | .259 | 35 |
| SuperSonics de Seattle    | 20 | 62 | .244 | 37 |

| Division Pacifique       | V  | D  | PCT  | GB |
| ------------------------ | -- | -- | ---- | -- |
| Lakers de Los Angeles    | 57 | 25 | .695 | -  |
| Suns de Phoenix          | 55 | 27 | .672 | 2  |
| Warriors de Golden State | 48 | 34 | .585 | 9  |
| Kings de Sacramento      | 38 | 44 | .463 | 19 |
| Clippers de Los Angeles  | 23 | 59 | .280 | 34 |

| Division Sud-Ouest             | V  | D  | PCT  | GB |
| ------------------------------ | -- | -- | ---- | -- |
| Hornets de la Nouvelle-Orléans | 56 | 26 | .683 | -  |
| Spurs de San Antonio           | 56 | 26 | .683 | -  |
| Rockets de Houston             | 55 | 27 | .671 | 1  |
| Mavericks de Dallas            | 51 | 31 | .62  | 5  |
| Grizzlies de Memphis           | 22 | 60 | .268 | 35 |

### Par conférence
| Conférence Est | Conférence Est         | Conférence Est | Conférence Est | Conférence Est |
| No             | Franchise              | Vic.           | Déf.           | PCT            |
| -------------- | ---------------------- | -------------- | -------------- | -------------- |
| 1              | Celtics de Boston      | 66             | 16             | .805           |
| 2              | Pistons de Détroit     | 59             | 23             | .720           |
| 3              | Magic d'Orlando        | 52             | 30             | .634           |
| 4              | Cavaliers de Cleveland | 45             | 37             | .549           |
| 5              | Wizards de Washington  | 43             | 39             | .524           |
| 6              | Raptors de Toronto     | 41             | 41             | .500           |
| 7              | 76ers de Philadelphie  | 40             | 42             | .488           |
| 8              | Hawks d'Atlanta        | 37             | 45             | .451           |
|                |                        |                |                |                |
| 9              | Pacers de l'Indiana    | 36             | 46             | .439           |
| 10             | Nets du New Jersey     | 33             | 49             | .415           |
| 11             | Bulls de Chicago       | 33             | 49             | .402           |
| 12             | Bobcats de Charlotte   | 32             | 50             | .390           |
| 13             | Bucks de Milwaukee     | 26             | 56             | .317           |
| 14             | Knicks de New York     | 23             | 59             | .280           |
| 15             | Heat de Miami          | 15             | 67             | .183           |

| Conférence Ouest | Conférence Ouest               | Conférence Ouest | Conférence Ouest | Conférence Ouest |
| No               | Franchise                      | Vic.             | Déf.             | PCT              |
| ---------------- | ------------------------------ | ---------------- | ---------------- | ---------------- |
| 1                | Lakers de Los Angeles          | 57               | 25               | .695             |
| 2                | Hornets de la Nouvelle-Orléans | 56               | 26               | .683             |
| 3                | Spurs de San Antonio           | 56               | 26               | .683             |
| 4                | Jazz de l'Utah                 | 54               | 28               | .659             |
| 5                | Rockets de Houston             | 55               | 27               | .671             |
| 6                | Suns de Phoenix                | 55               | 27               | .672             |
| 7                | Mavericks de Dallas            | 51               | 31               | .622             |
| 8                | Nuggets de Denver              | 50               | 32               | .610             |
|                  |                                |                  |                  |                  |
| 9                | Warriors de Golden State       | 48               | 34               | .585             |
| 10               | Trail Blazers de Portland      | 41               | 41               | .500             |
| 11               | Kings de Sacramento            | 38               | 44               | .463             |
| 12               | Clippers de Los Angeles        | 23               | 59               | .280             |
| 13               | Timberwolves du Minnesota      | 22               | 60               | .259             |
| 14               | Grizzlies de Memphis           | 22               | 60               | .268             |
| 15               | SuperSonics de Seattle         | 20               | 62               | .244             |

## Playoffs
Les playoffs commencent le 19 avril 2008 et se terminent à la mi-juin avec les finales NBA.

### Tableau
|  | 1er tour         | 1er tour              | 1er tour                       |   |                                | Demi-finales de Conférence | Demi-finales de Conférence | Demi-finales de Conférence |  |   | Finales de Conférence | Finales de Conférence | Finales de Conférence |  |    | Finales NBA       | Finales NBA | Finales NBA |
|  |                  |                       |                                |   |                                |                            |                            |                            |  |   |                       |                       |                       |  |    |                   |             |             |
|  | 1                | Celtics de Boston     | 4                              |   |                                |                            |                            |                            |  |   |                       |                       |                       |  |    |                   |             |             |
|  | 8                | Hawks d'Atlanta       | 3                              |   |                                |                            |                            |                            |  |   |                       |                       |                       |  |    |                   |             |             |
|  | 8                | Hawks d'Atlanta       | 3                              |   | 1                              | Celtics de Boston          | 4                          |                            |  |   |                       |                       |                       |  |    |                   |             |             |
|  |                  |                       |                                |   | 1                              | Celtics de Boston          | 4                          |                            |  |   |                       |                       |                       |  |    |                   |             |             |
|  |                  | 4                     | Cavaliers de Cleveland         | 3 |                                |                            |                            |                            |  |   |                       |                       |                       |  |    |                   |             |             |
|  | 4                | 4                     | Cavaliers de Cleveland         | 3 | Cavaliers de Cleveland         | 4                          |                            |                            |  |   |                       |                       |                       |  |    |                   |             |             |
|  | 4                |                       |                                |   | Cavaliers de Cleveland         | 4                          |                            |                            |  |   |                       |                       |                       |  |    |                   |             |             |
|  | 5                | Wizards de Washington | 2                              |   |                                |                            |                            |                            |  |   |                       |                       |                       |  |    |                   |             |             |
|  | 5                | Wizards de Washington | 2                              |   |                                |                            |                            |                            |  | 1 | Celtics de Boston     | 4                     |                       |  |    |                   |             |             |
|  | Conférence Est   |                       |                                |   |                                |                            |                            |                            |  | 1 | Celtics de Boston     | 4                     |                       |  |    |                   |             |             |
|  |                  | 2                     | Pistons de Détroit             | 2 |                                |                            |                            |                            |  |   |                       |                       |                       |  |    |                   |             |             |
|  | 3                | 2                     | Pistons de Détroit             | 2 | Magic d'Orlando                | 4                          |                            |                            |  |   |                       |                       |                       |  |    |                   |             |             |
|  | 3                |                       |                                |   | Magic d'Orlando                | 4                          |                            |                            |  |   |                       |                       |                       |  |    |                   |             |             |
|  | 6                | Raptors de Toronto    | 1                              |   |                                |                            |                            |                            |  |   |                       |                       |                       |  |    |                   |             |             |
|  | 6                | Raptors de Toronto    | 1                              |   | 3                              | Magic d'Orlando            | 1                          |                            |  |   |                       |                       |                       |  |    |                   |             |             |
|  |                  |                       |                                |   | 3                              | Magic d'Orlando            | 1                          |                            |  |   |                       |                       |                       |  |    |                   |             |             |
|  |                  | 2                     | Pistons de Détroit             | 4 |                                |                            |                            |                            |  |   |                       |                       |                       |  |    |                   |             |             |
|  | 2                | 2                     | Pistons de Détroit             | 4 | Pistons de Détroit             | 4                          |                            |                            |  |   |                       |                       |                       |  |    |                   |             |             |
|  | 2                |                       |                                |   | Pistons de Détroit             | 4                          |                            |                            |  |   |                       |                       |                       |  |    |                   |             |             |
|  | 7                | 76ers de Philadelphie | 2                              |   |                                |                            |                            |                            |  |   |                       |                       |                       |  |    |                   |             |             |
|  | 7                | 76ers de Philadelphie | 2                              |   |                                |                            |                            |                            |  |   |                       |                       |                       |  | E1 | Celtics de Boston | 4           |             |
|  |                  |                       |                                |   |                                |                            |                            |                            |  |   |                       |                       |                       |  | E1 | Celtics de Boston | 4           |             |
|  |                  | W1                    | Lakers de Los Angeles          | 2 |                                |                            |                            |                            |  |   |                       |                       |                       |  |    |                   |             |             |
|  | 1                | W1                    | Lakers de Los Angeles          | 2 | Lakers de Los Angeles          | 4                          |                            |                            |  |   |                       |                       |                       |  |    |                   |             |             |
|  | 1                |                       |                                |   | Lakers de Los Angeles          | 4                          |                            |                            |  |   |                       |                       |                       |  |    |                   |             |             |
|  | 8                | Nuggets de Denver     | 0                              |   |                                |                            |                            |                            |  |   |                       |                       |                       |  |    |                   |             |             |
|  | 8                | Nuggets de Denver     | 0                              |   | 1                              | Lakers de Los Angeles      | 4                          |                            |  |   |                       |                       |                       |  |    |                   |             |             |
|  |                  |                       |                                |   | 1                              | Lakers de Los Angeles      | 4                          |                            |  |   |                       |                       |                       |  |    |                   |             |             |
|  |                  | 4                     | Jazz de l'Utah                 | 2 |                                |                            |                            |                            |  |   |                       |                       |                       |  |    |                   |             |             |
|  | 4                | 4                     | Jazz de l'Utah                 | 2 | Jazz de l'Utah                 | 4                          |                            |                            |  |   |                       |                       |                       |  |    |                   |             |             |
|  | 4                |                       |                                |   | Jazz de l'Utah                 | 4                          |                            |                            |  |   |                       |                       |                       |  |    |                   |             |             |
|  | 5                | Rockets de Houston    | 2                              |   |                                |                            |                            |                            |  |   |                       |                       |                       |  |    |                   |             |             |
|  | 5                | Rockets de Houston    | 2                              |   |                                |                            |                            |                            |  | 1 | Lakers de Los Angeles | 4                     |                       |  |    |                   |             |             |
|  | Conférence Ouest |                       |                                |   |                                |                            |                            |                            |  | 1 | Lakers de Los Angeles | 4                     |                       |  |    |                   |             |             |
|  |                  | 3                     | Spurs de San Antonio           | 1 |                                |                            |                            |                            |  |   |                       |                       |                       |  |    |                   |             |             |
|  | 3                | 3                     | Spurs de San Antonio           | 1 | Spurs de San Antonio           | 4                          |                            |                            |  |   |                       |                       |                       |  |    |                   |             |             |
|  | 3                |                       |                                |   | Spurs de San Antonio           | 4                          |                            |                            |  |   |                       |                       |                       |  |    |                   |             |             |
|  | 6                | Suns de Phoenix       | 1                              |   |                                |                            |                            |                            |  |   |                       |                       |                       |  |    |                   |             |             |
|  | 6                | Suns de Phoenix       | 1                              |   | 3                              | Spurs de San Antonio       | 4                          |                            |  |   |                       |                       |                       |  |    |                   |             |             |
|  |                  |                       |                                |   | 3                              | Spurs de San Antonio       | 4                          |                            |  |   |                       |                       |                       |  |    |                   |             |             |
|  |                  | 2                     | Hornets de La Nouvelle-Orléans | 3 |                                |                            |                            |                            |  |   |                       |                       |                       |  |    |                   |             |             |
|  | 2                | 2                     | Hornets de La Nouvelle-Orléans | 3 | Hornets de La Nouvelle-Orléans | 4                          |                            |                            |  |   |                       |                       |                       |  |    |                   |             |             |
|  | 2                |                       |                                |   | Hornets de La Nouvelle-Orléans | 4                          |                            |                            |  |   |                       |                       |                       |  |    |                   |             |             |
|  | 7                | Mavericks de Dallas   | 1                              |   |                                |                            |                            |                            |  |   |                       |                       |                       |  |    |                   |             |             |

## Premier tour

### Conférence Est
- Celtics de Boston - Hawks d'Atlanta 4-3
- Cleveland Cavaliers - Washington Wizards 4-2
- Detroit Pistons - Philadelphia 76ers 4-2
- Orlando Magic - Toronto Raptors 4-1

### Conférence Ouest
- Los Angeles Lakers - Denver Nuggets 4-0
- Utah Jazz - Houston Rockets 4-2
- New Orleans - Dallas Mavericks 4-1
- San Antonio Spurs - Phoenix Suns 4-1

## Demi-finales de Conférence

### Conférence Est
- Celtics de Boston - Cleveland Cavaliers 4-3
- Detroit Pistons - Orlando Magic 4-1

### Conférence Ouest
- Los Angeles Lakers - Utah Jazz 4-2
- San Antonio Spurs - New Orleans Hornets 4-3

## Finales de Conférence

### Conférence Est
- Celtics de Boston - Detroit Pistons 4-2

### Conférence Ouest
- Los Angeles Lakers - San Antonio Spurs 4-1

## Finale NBA
- Celtics de Boston - Los Angeles Lakers 4-2

## Leaders statistiques de la saison régulière
| Catégorie                      | Joueur          | Équipe                         | Statistiques |
| ------------------------------ | --------------- | ------------------------------ | ------------ |
| Points par match               | LeBron James    | Cavaliers de Cleveland         | 30,0         |
| Rebonds par match              | Dwight Howard   | Magic d'Orlando                | 14,2         |
| Passes par match               | Chris Paul      | Hornets de La Nouvelle-Orléans | 11,6         |
| Interceptions par match        | Chris Paul      | Hornets de La Nouvelle-Orléans | 2,71         |
| Contres par match              | Marcus Camby    | Nuggets de Denver              | 3,61         |
| Pourcentage aux tirs           | Andris Biedrins | Warriors de Golden State       | 62,6 %       |
| Pourcentage à 3 points         | Jason Kapono    | Raptors de Toronto             | 48,3 %       |
| Pourcentage aux lancers-francs | Peja Stojakovic | Hornets de La Nouvelle-Orléans | 92,9 %       |

## Récompenses individuelles
| - Most Valuable Player: - Rookie of the Year: - Defensive Player of the Year: - Sixth Man of the Year: - Most Improved Player: - Coach of the Year: - Executive of the Year: - NBA Sportsmanship Award: - J.Walter Kennedy Sportsmanship Award: | Kobe Bryant (Lakers de Los Angeles) Kevin Durant (SuperSonics de Seattle) Kevin Garnett (Celtics de Boston) Emanuel Ginóbili (Spurs de San Antonio) Hedo Turkoglu (Magic d'Orlando) Byron Scott (Hornets de la Nouvelle-Orleans) Danny Ainge (Celtics de Boston) Grant Hill (Suns de Phoenix) Chauncey Billups (Pistons de Détroit) |

| - All-NBA First Team: F Kevin Garnett (Celtics de Boston) F LeBron James (Cavaliers de Cleveland) C Dwight Howard (Magic d'Orlando) G Kobe Bryant (Lakers de Los Angeles) G Chris Paul (Hornets de la Nouvelle-Orleans) | - All-NBA Second Team: F Dirk Nowitzki (Mavericks de Dallas) F Tim Duncan (Spurs de San Antonio) C Amare Stoudemire (Suns de Phoenix) G Steve Nash (Suns de Phoenix) G Deron Williams (Jazz de l'Utah) | - All-NBA Third Team: F Carlos Boozer (Jazz de l'Utah) F Paul Pierce (Celtics de Boston) C Yao Ming (Rockets de Houston) G Tracy McGrady (Rockets de Houston) G Emanuel Ginobili (Spurs de San Antonio) |

| - NBA All-Defensive First Team: F Kevin Garnett (Celtics de Boston) F Tim Duncan (Spurs de San Antonio) C Marcus Camby (Nuggets de Denver) G Kobe Bryant (Lakers de Los Angeles) G Bruce Bowen (Spurs de San Antonio) | - NBA All-Defensive Second Team: F Tayshaun Prince (Pistons de Détroit) F Shane Battier (Rockets de Houston) C Dwight Howard (Magic d'Orlando) G Raja Bell (Suns de Phoenix) G Chris Paul (Hornets de la Nouvelle-Orleans) |

| - NBA All-Rookie First Team: Al Horford (Hawks d'Atlanta) Kevin Durant (SuperSonics de Seattle) Luis Scola (Rockets de Houston) Al Thornton (Clippers de Los Angeles) Jeff Green (SuperSonics de Seattle) | - NBA All-Rookie Second Team: Jamario Moon (Raptors de Toronto) Juan Carlos Navarro (Grizzlies de Memphis) Thaddeus Young (76ers de Philadelphie) Rodney Stuckey (Pistons de Détroit) Carl Landry (Rockets de Houston) |

| - MVP des Finales :: Paul Pierce (Celtics de Boston) |